# Ove Blidberg
Ove Algot Blidberg, född 29 oktober 1925 i Danderyds församling, Stockholms län, död 8 juni 2011 i Göteborg, var en svensk inredningsarkitekt. Han var son till hovjuveleraren Karl Algot Jahnsson och Margareta Grönkvist-Blidberg samt styvson till Per Gustaf Blidberg. 
Efter realexamen i Göteborg 1944 och examen vid Högre konstindustriella skolan (HKS) i Stockholm 1949 blev Blidberg konsulterande arkitekt vid AB Ferd. Lundquist & Co i Göteborg 1951 och inköpschef vid inredningsavdelningen där från 1960.
Blidberg är gravsatt i minneslunden på Västra kyrkogården i Göteborg.